# Prionyx sirdariensis
Prionyx sirdariensis là một loài côn trùng cánh màng trong họ Sphecidae, thuộc chi Prionyx. Loài này được Radoszkowski miêu tả khoa học đầu tiên năm 1877.